# Alimentatore elettrico

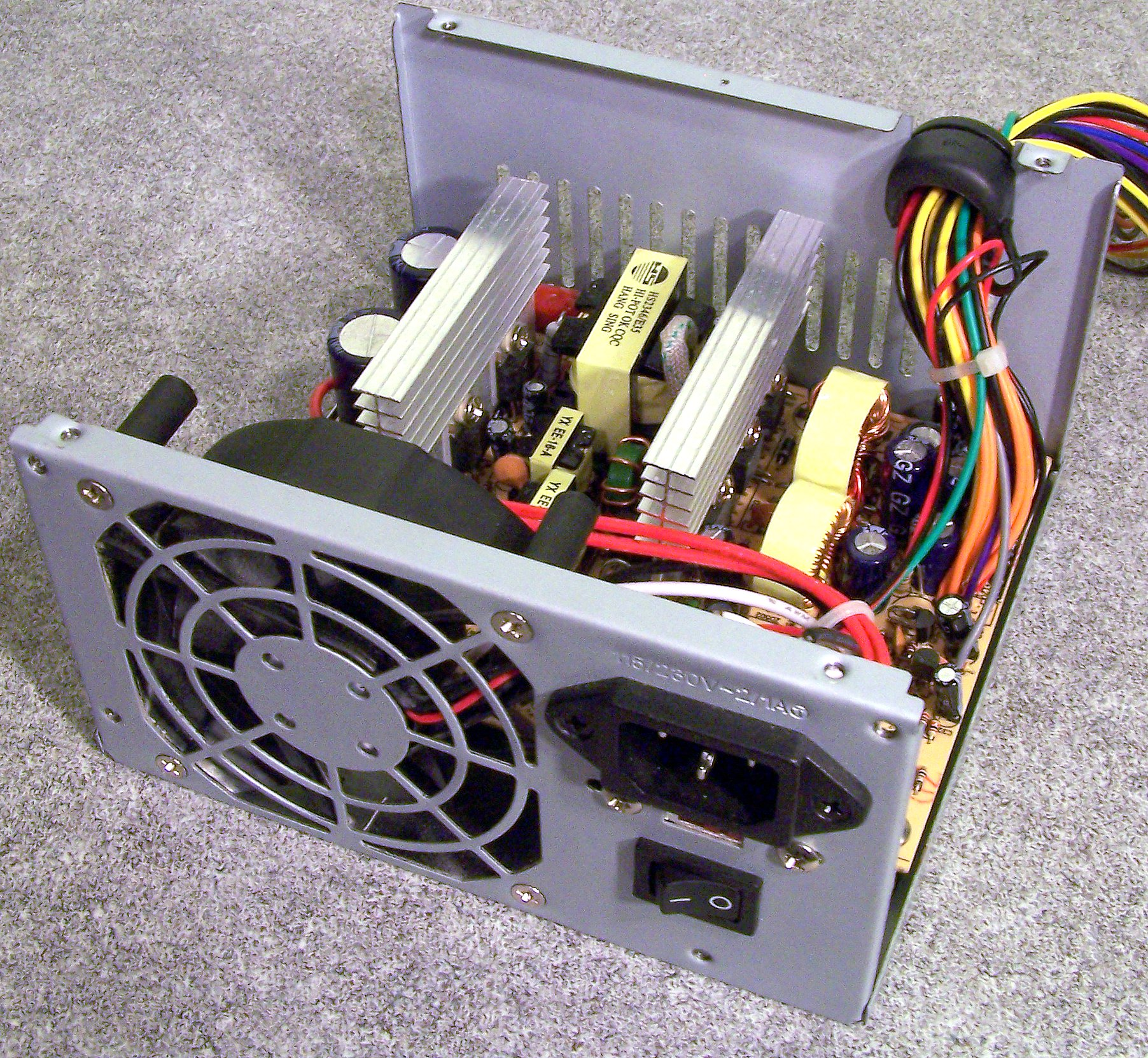
Alimentatore elettronico ATX di un comune personal computer, privato del coperchio

Un alimentatore elettrico, comunemente detto alimentatore (o stadio di alimentazione), è la parte principale di ogni strumentazione elettronica, poiché funge da generatore di energia elettrica necessaria al funzionamento. In genere è posto internamente agli apparecchi di utilizzo comune (elettrodomestici e vari altri, come TV, PC, HI-FI, ecc.), ma può essere anche esterno (specifico per l'apparecchio o di tipo universale). Solitamente è costituito da tre blocchi, detti di trasformazione, raddrizzamento e livellamento, per convertire (in modo elettrico o elettronico) la comune tensione di rete, fornita in modalità alternata dagli impianti civili (in Europa è, 240 V a 50 Hz), ad una o più basse tensioni continue, a volte stabilizzate (a dei valori precisi), in base alle esigenze del apparecchio che dovrà alimentare. Ad esempio, gli alimentatori per le incubatrici forniscono solitamente tensioni di 9,3 V, ±32 V, ±100 V, mentre quelli per i computer più potenti (foto a fianco) forniscono tensioni di +3,3 V, ±5 V e ±12 V, spesso stabilizzate. 
Gli alimentatori in generale differiscono ampiamente in funzione della potenza elettrica gestita (voltaggio e amperaggio) e per le caratteristiche di qualità della corrente elettrica fornita, dove la complessità e il costo aumentano in base a quanto più la tensione fornita è precisa e stabile, e quanto maggiore è l'affidabilità dell'alimentazione stessa. A questo proposito (soprattutto per gli alimentatori del PC), un crescente numero di case costruttrici ha adottato la certificazione 80 Plus, per verificare la stabilità della tensione in uscita e la quantità di energia dissipata in calore, sotto varie condizioni di carico dell'alimentatore.
Esistono anche alimentatori detti "da banco" o da laboratorio, in cui la tensione e l'intensità di corrente in uscita sono (o possono essere) regolabili a piacere in base alle necessità, e solitamente sono protetti da cortocircuiti.

## Tecnologie
Gli alimentatori più moderni devono poter operare correttamente entro una tolleranza minima e massima di tensione in ingresso dalla rete, e molti di questi (soprattutto gli alimentatori elettronici) accettano anche entrambi gli standard adottati nel mondo: 240 V in Europa (ed altri paesi) e 120 V in America (ed altri paesi), con le frequenze d'onda della sinusoide di 50 e 60 Hz (distribuite in base ai vari paesi).
Principalmente, esistono due tipi di alimentatore elettrico, dove i primi sono i più comuni usati nei dispositivi, mentre i secondi rappresentano tecnicamente gli alimentatori da banco, usati nei laboratori di sperimentazione e riparazione:
- statici: che producono uno o più valori precisi di tensione in uscita, più o meno stabilizzate;
- variabili: che possono modificare i valori di tensione in uscita, tramite appositi comandi manuali.

Infine, esistono due approcci tecnologici profondamente differenti, per la realizzazione degli alimentatori:

### Alimentatore lineare (o elettrico)

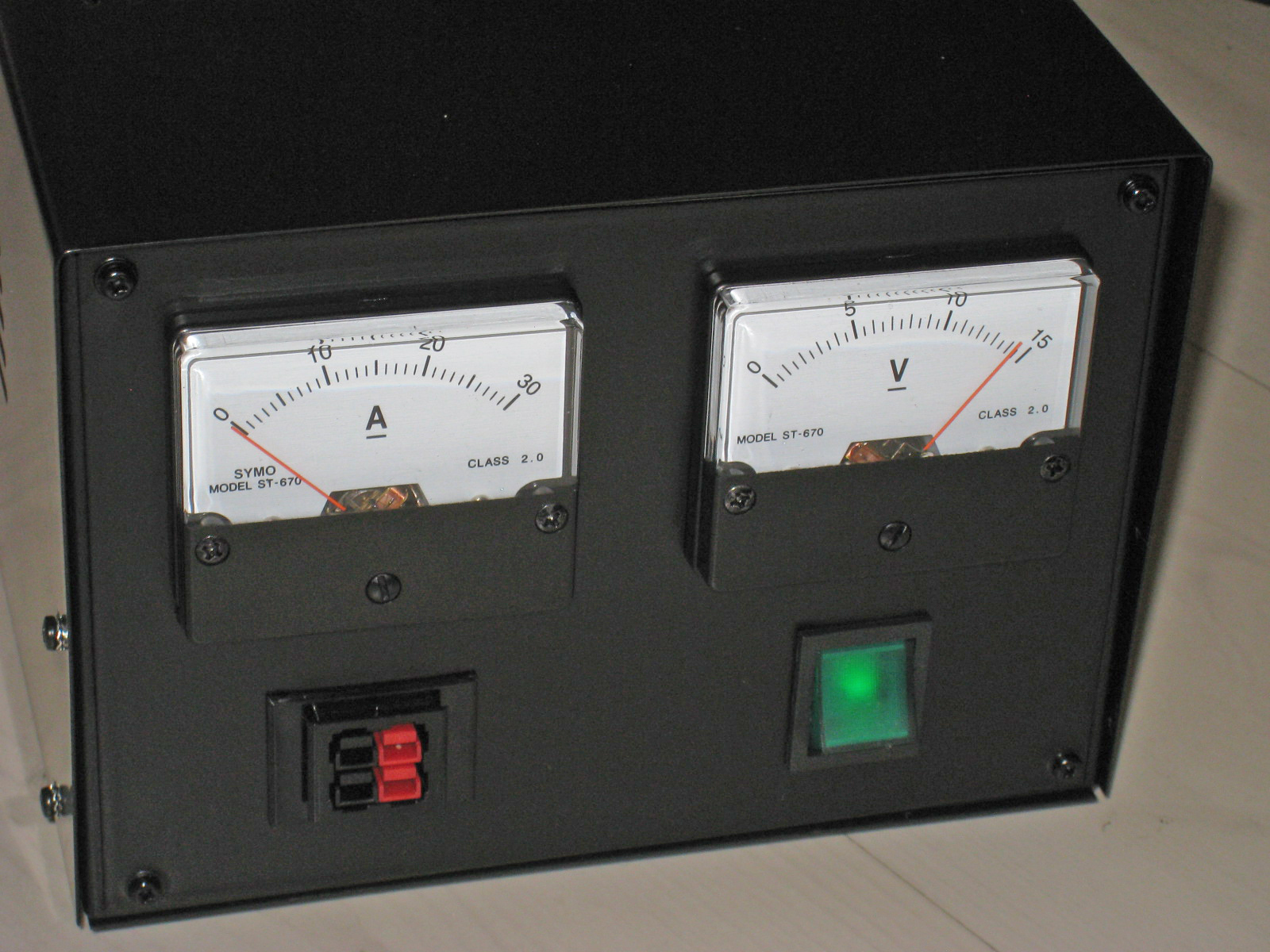
Alimentatore lineare da banco

Ponte di Graetz

Schema di alimentatore

Detto anche alimentatore dissipativo, si tratta di una tecnologia estremamente semplice ed economica, di funzioni basilari, largamente usata ove la potenza richiesta sia limitata ed il costo rappresenti un limite, ma non solo. Infatti, non mancano tuttavia esempi di alimentatori di questo tipo, in grado di erogare correnti in uscita anche di varie decine di Ampere, e viceversa. In molti casi, dove non occorra una tensione stabile e precisa, specialmente nei piccoli alimentatori a spina, non è presente la sezione di stabilizzazione. 
Un generico alimentatore elettrico è idealmente (e spesso anche praticamente) composto dai seguenti elementi collegati in cascata:
- un trasformatore elettrico: che provvede a ridurre (o in rari casi aumentare) la tensione proveniente dalla rete elettrica, al valore richiesto dal carico/circuito da alimentare.
- un raddrizzatore: che trasforma la corrente alternata, fornita dal trasformatore, in corrente pulsante unidirezionale.

Può essere a diodo singolo o a ponte di Graetz (dal nome del suo inventore, il fisico tedesco Leo Graetz), il più semplice e utilizzato, composto da 4 diodi messi in serie a formare un rombo chiuso (schema a fianco), dove la disposizione è a coppie sfasate, collegati ai due cavi di corrente alternata d'ingresso (1 fase e 1 neutro) e a coppie fasate, collegati ai due cavi di uscita per la corrente continua (1 positivo e 1 negativo). Esiste anche un terzo tipo di raddrizzatore a due diodi, costituito con uno speciale trasformatore a doppia uscita e presa centrale: i due diodi sono collegati ai capi del trasformatore e accoppiati all'uscita, così la corrente esce nella stessa direzione (positivo), e la presa centrale funge da massa comune (negativo).
- un filtro livellatore (normalmente uno o più condensatori di grande capacità): che appunto tenta di livellare la corrente unidirezionale pulsante (e ondulata) uscente dal raddrizzatore, in una corrente continua più uniforme e di valore costante (stabile). Se sono necessarie capacità molto elevate, è comune la pratica di utilizzare più condensatori in parallelo. Il dimensionamento della capacità necessaria è orientativamente di 1000 μF per ogni ampere di corrente erogato.
- un circuito elettronico stabilizzatore, detto anche regolatore di tensione, che può spaziare da un semplice diodo Zener ad un circuito integrato dedicato, e che assicura che la tensione generata dall'alimentatore si mantenga costante nel tempo, entro una stretta tolleranza rispetto al valore richiesto, sia al variare della tensione della rete elettrica, che in base al carico applicato.

I principali limiti di questi alimentatori risiedono nel basso rendimento energetico, che è tipicamente inferiore al 50 %, che comporta, nel caso di elevate potenze gestite, un consistente sviluppo di calore da smaltire per evitare danni all'apparato (tuttavia, nell'uso pratico, nessuno di questi alimentatori viene mai raffreddato forzatamente con le ventole); e nell'eccessivo incremento di dimensioni e peso, all'aumentare della potenza erogata, causato dal ammasso di materiale ferromagnetico e dal rame usati nel trasformatore.
Tuttavia, questi alimentatori sono più spesso utilizzati nei circuiti Audio (amplificatori, sorgenti, effetti, mixer, ecc), poiché forniscono delle alimentazioni molto meno rumorose, rispetto agli alimentatori elettronici.

### Alimentatore "switching" (o elettronico)

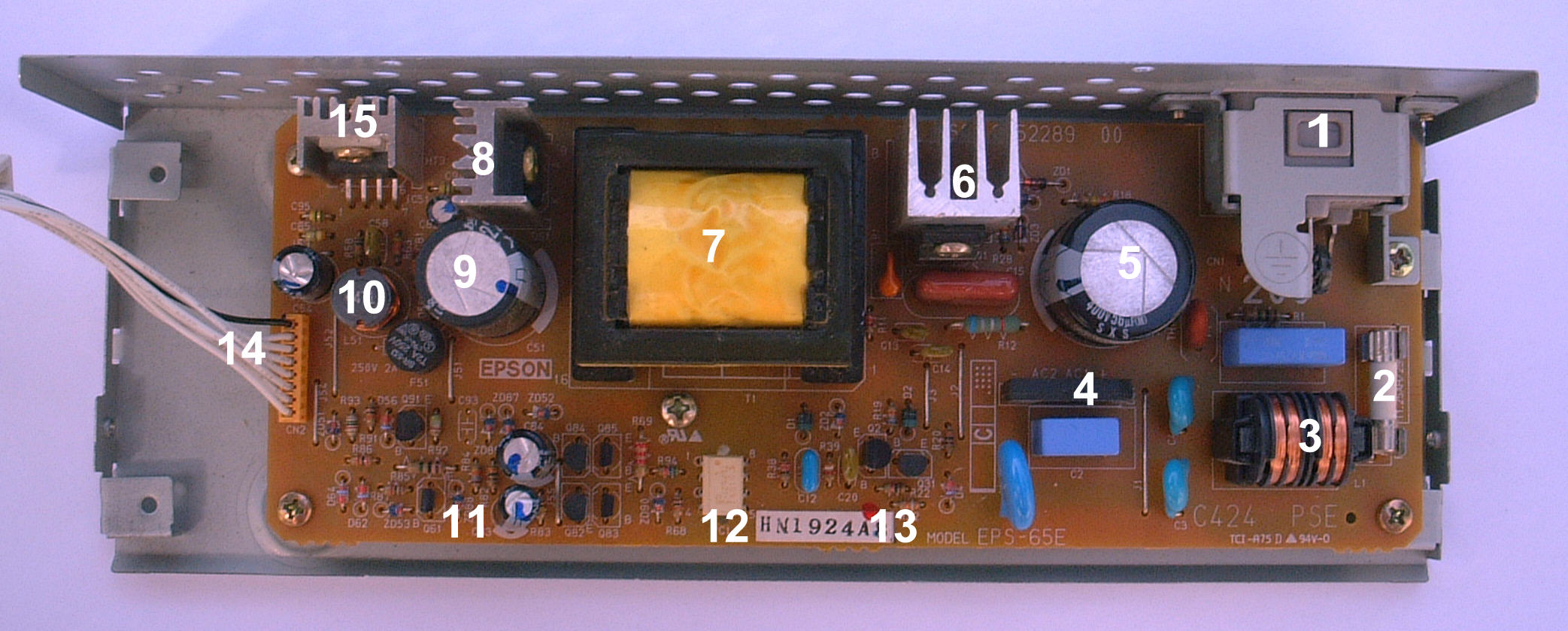
Un alimentatore switching di una stampante.
1) connettore di alimentazione di rete
2) fusibile di protezione
3) filtro EMI con bobina di arresto
4) ponte raddrizzatore
5) condensatore di filtro, immagazzina energia per la fase di commutazione
6) transistor di commutazione (tecnologia MOS) montato su un dissipatore di calore
7) trasformatore: dispositivo che consente una modifica del livello di tensione e talvolta l'isolamento delle parti ad alta e bassa tensione
8) diodo Schottky (a commutazione rapida) montato su un dissipatore di calore
9) Condensatore di filtro
10) induttore di filtro
11) Circuito di controllo dell'optoisolatore
12) optoisolatore. Fornisce isolamento di parti ad alta e bassa tensione
13) circuito di controllo del transistor di commutazione
14) uscita di alimentazione in corrente continua

Detti anche alimentatori a commutazione o alimentatori elettronici, possiedono circuiti più complessi rispetto agli alimentatori elettrici, ma con diversi vantaggi, tra cui minori ingombri e pesi a parità di potenza erogata, e soprattutto maggiori rendimenti con minore calore prodotto. Tuttavia, necessitano spesso di ventilatori di raffreddamento, sono meno adatti per l'uso di laboratorio (tensioni fisse e non variabili), e sono anche caratterizzati da un ripple piuttosto elevato, e da una vasta generazione di componenti spurie ad alta frequenza, che tendono ad interferire sia con le apparecchiature che alimentano che quelle vicine, causando anche difetti vari di malfunzionamento.
Il loro funzionamento si basa sul fatto che, se viene aumentata la frequenza operativa, un trasformatore elettrico richiede un nucleo ferromagnetico più piccolo e molto più compatto, per essere più efficiente, a parità di potenza erogata. Negli alimentatori elettronici, vengono così utilizzati particolari trasformatori fatti funzionare a frequenze anche di svariate decine di migliaia di hertz (es: 200 kHz), invece dei classici 50 o 60 Hz della rete elettrica di distribuzione. Il nucleo di questo trasformatore è in ferrite, materiale realizzato con polveri metalliche incollate, invece dei tradizionali lamierini di ferro, che alle alte frequenze comporterebbero una notevole perdita di energia.
A seconda della tecnologia utilizzata, hanno anche un sistema che moltiplica la frequenza della corrente e un diodo che scarica su un condensatore, in modo tale che la corrente continua in uscita sia meno ondulata possibile. Attenzione: la tensione ai capi di questo condensatore assume valori molto elevati ed è pericolosa per l'uomo; ecco perché tale sezione è sempre ben isolata, schermata e separata dai circuiti successivi. Successivamente un circuito oscillatore di potenza modula questa corrente continua per ottenere una corrente alternata di elevata frequenza ad onda quadra con duty-cycle variabile in funzione delle esigenze del carico. Tale tecnologia è nota con il nome di PWM (pulse-width modulation, modulazione a larghezza di impulso), ed il suo pregio principale è quello di dissipare in calore una porzione molto piccola di energia, teoricamente nulla, rispetto a quella elettrica fornita. La tensione così modulata viene applicata all'avvolgimento primario del trasformatore e la tensione in uscita, presente all'avvolgimento secondario del trasformatore, viene infine raddrizzata e livellata come negli alimentatori lineari.
La funzione di stabilizzazione è solitamente ottenuta retroazionando l'errore del segnale in uscita, sul regime di funzionamento dell'oscillatore. In pratica, un circuito misura la tensione di uscita, e se questa risulta troppo alta viene ridotta l'energia inviata dall'oscillatore al trasformatore; se invece la tensione scende, viene aumentato il flusso di energia. Grazie a questo sistema, molti alimentatori switching sono in grado di accettare in ingresso un'ampia gamma di tensioni e frequenze. Per esempio gli alimentatori per notebook spesso possono essere collegati sia alla rete europea a 230 V/50 Hz, sia a quella statunitense a 115 V/60 Hz, senza presentare problemi o deficit di sorta.
L'alimentatore è reso più complesso dalla presenza dei sistemi di protezione contro sovraccarichi e cortocircuiti, e dai vari blocchi di filtraggio necessari, per evitare che i rumori spuri ad alta frequenza prodotti si propaghino sul carico, oppure che ritornino verso la rete elettrica, andando a disturbare eventuali utilizzatori vicini, collegati alla stessa rete.

## Ondulazione residua

Diminuzione del ripple (in rosso).

Detta anche ripple, l'ondulazione residua in elettronica ed elettrotecnica, è considerata quell'ampiezza del segnale raddrizzato all'interno dell'alimentatore (visualizzabile anche all'oscilloscopio). Questa forma di segnale ondulato tende ad oscillare tra la tensione di picco e il valore di tensione continua desiderata, per cui si cerca di diminuirlo, o meglio di annullarlo, in modo da ottenere una tensione con un andamento più lineare possibile. Il modo migliore è quello di stabilizzare la tensione, oppure di aumentare la capacità di livellamento, rendendola adatta al carico. Il condensatore di filtro è una soluzione più economica, ma non efficiente. Infatti, teoricamente, per ottenere un ripple zero da questo semplice circuito sarebbe necessario un condensatore di capacità infinita, per cui il ripple è considerato un difetto dal quale è impossibile liberarsi a meno di non investire cifre irragionevoli. Un netto miglioramento si otterrebbe con un circuito che prevede più condensatori intervallati da resistori o, ancor meglio, da induttori, ma anche in questi casi l'alimentatore diverrebbe molto più complesso e, nel caso dell'induttore, avrebbe pesi, ingombri e costi proibitivi. Per questi motivi, si ricorre ormai quasi esclusivamente a circuiti elettronici, secondo la tecnologia della regolazione serie: un elemento regolatore lineare accetta in ingresso la tensione da regolare e la ripropone in uscita, pulita e stabilizzata. Questi circuiti, molto spesso racchiusi in un unico chip, sono diffusissimi, affidabili, economici e disponibili in una vasta gamma di tensioni e di intensità di corrente, di uscita. La celebre serie 78xx, è di fatto lo standard nell'alimentazione di circuiti elettronici di bassa potenza a tensione fissa, quelli più comuni. Se si desidera una tensione variabile si ricorre al chip LM317. E se serve una alimentazione di alta potenza, si ricorre a dei circuiti pilotati con varie serie di transistor regolatori in parallelo.

## Immunità ai ritorni di potenza
Si definisce immunità ai ritorni di potenza, la capacità di resistere a una energia proveniente sia dall'esterno che dal ritorno in senso inverso di quella emessa dal sistema stesso (generatore), se non dissipata o non irradiata.
L'immunità ai ritorni di potenza si esprime in volt, nei sistemi come i generatori elettrici e gli alimentatori e in watt, nei sistemi come gli amplificatori di bassa frequenza (BF) e di radiofrequenza (RF).

## Clipping e controllo di corrente

### Clipping della corrente

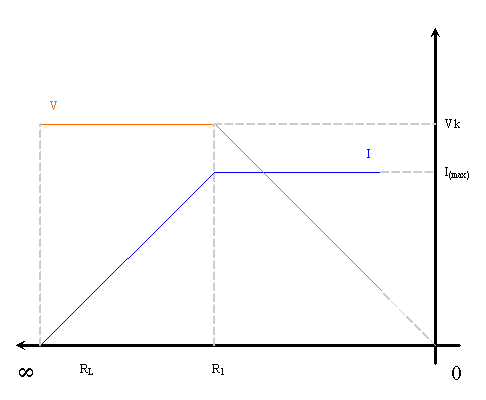
Curva di clipping della corrente

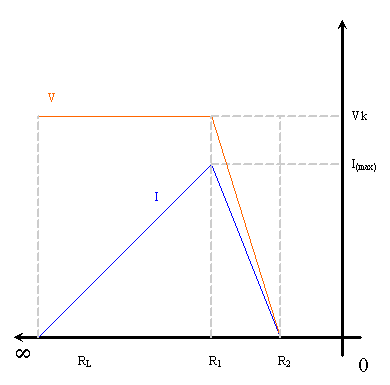
Curva di corrente e tensione con protezione di sovracorrente

Negli alimentatori dotati di dispositivo di clipping della corrente è possibile impostare – con una manopola – un valore limite della corrente erogata. Il funzionamento è descritto dalla figura qui a lato nominata curva di clipping della corrente ed è il seguente: fissata una certa tensione {\displaystyle V=Vk}; applicando una resistenza di carico {\displaystyle R_{L}=(\infty \to 0)}; per valori di corrente risultante {\displaystyle I=(0\to I_{(max)})} questa assume un andamento lineare in salita mentre la tensione rimane costante; continuando a ridurre ulteriormente {\displaystyle R_{L}=(R_{1}\to 0)} invece, la corrente erogata diventa costante mentre la tensione scende secondo {\displaystyle V=R_{L}*I_{(max)}}.
Facciamo un esempio: vogliamo caricare con il nostro alimentatore una batteria al piombo da: 12V; 20Ah. Come sappiamo, per non danneggiare questo tipo di batterie dobbiamo ricaricarlo gradualmente: con una corrente massima di un ventesimo della capacità; per un tempo di 20-24 ore. Il procedimento è il seguente: regoliamo la tensione a vuoto su 13,8V; portiamo invece la regolazione della corrente di clipping al minimo; colleghiamo la batteria all'alimentatore; alziamo delicatamente la regolazione della corrente di clipping fino al valore di carica {\displaystyle I_{c}=\left({\frac {I_{p}}{20}}\right)} dove {\displaystyle I_{p}} è la capacità della batteria; nel nostro esempio {\displaystyle I_{c}=1A}. Quando la batteria è molto scarica, la sua resistenza equivalente risulta molto bassa, inizialmente quindi la corrente sarà limitata dal dispositivo di clipping, per questo la tensione erogata potrà scendere di parecchi Volt; dopo 24h troveremo la tensione a 13,8 V e la corrente quasi a zero – la batteria è carica.

### Protezione sovracorrente
Questo dispositivo di protezione è uno dei più semplici tra quelli che possiamo trovare in dotazione ad un alimentatore. La descrizione del funzionamento è la seguente: l'elettronica misura la corrente erogata e quando questa supera il limite fisso impostato, interviene con un brusco calo della tensione – evidenziato nel grafico "Curva di corrente e tensione con protezione di sovracorrente" da una rilevante pendenza in discesa".

### Protezione da corto circuito
Questa protezione è integrabile con quella della sovracorrente – sostanzialmente: interviene rapidamente sconnettendo l'uscita dell'alimentatore quando i valori di {\displaystyle R_{L}} scendono sotto un minimo; da questo momento viene monitorata solo {\displaystyle R_{L}} attraverso una piccola corrente e l'uscita rimane disconnessa fino al ripristinarsi della situazione, cioè fino a che {\displaystyle R_{L}} non riprende valori accettabili.

### Alimentatore a corrente costante
Se applichiamo ad un alimentatore stabilizzato con uscita a tensione fissa, un circuito di controllo costante della corrente, otterremo un alimentatore a corrente costante. Un alimentatore che erogherà una corrente impostata fissa e una tensione che varierà in base al carico collegato. La tensione massima sarà quella del primo stadio ridotta della caduta introdotta dal secondo stadio.
Questo tipo di alimentatori sono applicati ad esempio nella ricarica degli accumulatori al NiCd/NiMH – che necessitano di essere caricate proprio in questo modo – e nell'alimentazione di dispositivi come i LED, in questo caso si possono mettere in serie uno o più elementi, fino ad un massimo che è la somma della tensione massima erogabile, e il sistema si autoequilibrerà.

## Altri dispositivi ausiliari
- protezione sovratensione
- protezione sovraccarico
- protezione sovratemperatura e controllo raffreddamento

## Alimentatori universali

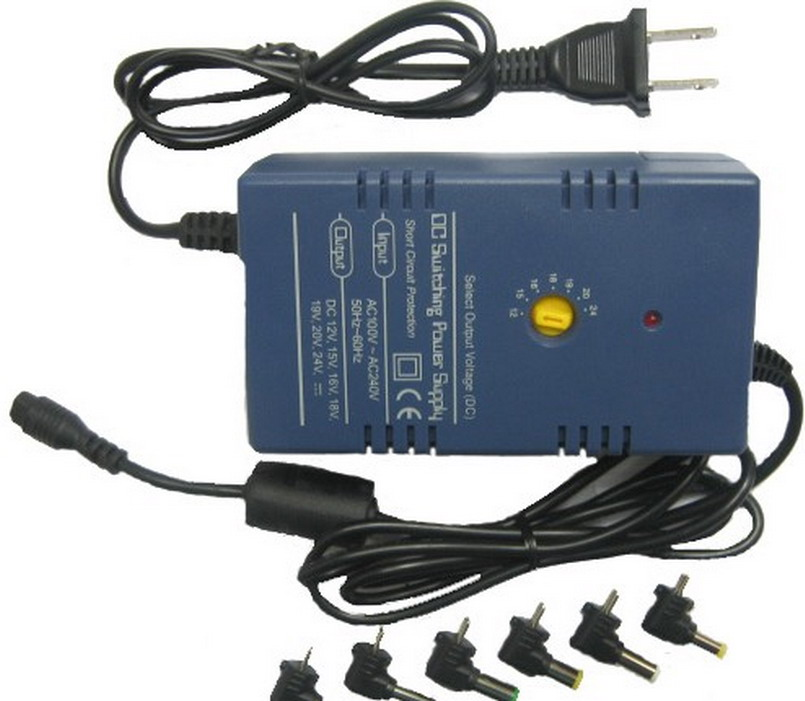
Un esempio di alimentatore universale con tensioni da 12 a 24 V

Sono caratterizzati da una elevata flessibilità e questo li rende adatti ad alimentare svariati dispositivi elettrici come:
- periferiche esterne di computer (modem, scanner, piccole stampanti,...);
- apparecchiature elettroniche di bassa potenza (ad esempio basi per telefoni cordless o lampade da tavolo);
- apparecchiature a batteria (ad esempio notebook, lettori CD portatili o lettori mp3)

La potenza massima erogabile da questo tipo di alimentatori è dell'ordine di qualche decina di watt.
La flessibilità degli alimentatori universali consiste nel fatto che è possibile selezionare la tensione d'uscita (solitamente attraverso un interruttore a slitta oppure un commutatore rotativo) e scegliere, tra la gamma disponibile, lo spinotto più adatto alla connessione con l'apparecchiatura da alimentare.
Le tensioni di alimentazione selezionabili tipicamente sono: 1,5 V, 3,0 V, 4,5 V, 6,0 V, 7,5 V, 9,0 V e 12 V.
Gli spinotti più diffusi sono vari diametri di connettori di tipo jack e coassiali (in cui è possibile selezionare la polarità) e porte USB (spesso con connettore mini-USB).

## Alimentatori per Computer
A seconda del tipo d'alimentatore il computer può avere lo spegnimento del tipo:
- manuale: alimentatore AT (deprecato)
- automatico: alimentatore ATX

## Alimentatori da laboratorio

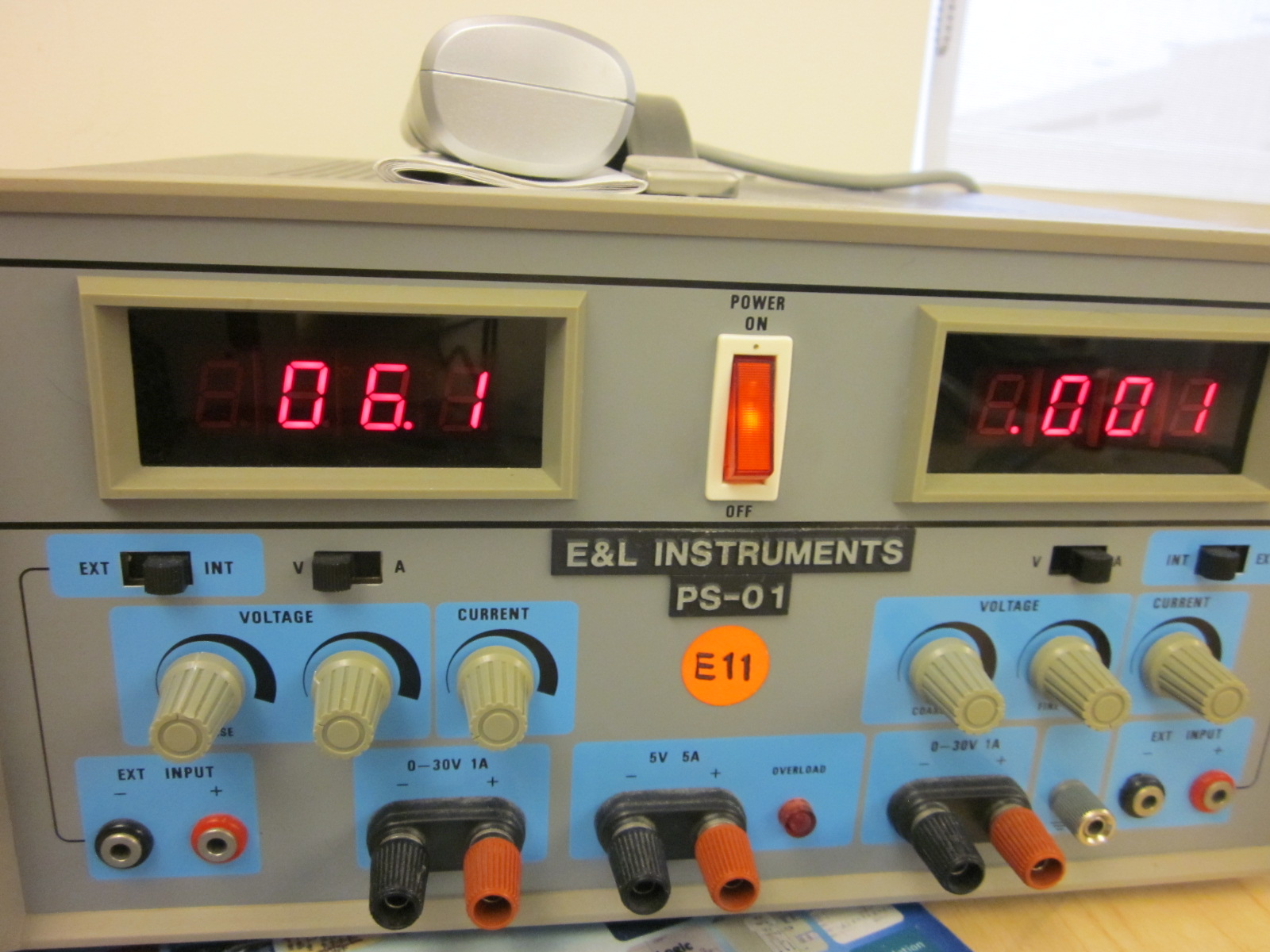
Un alimentatore da laboratorio con strumenti di misura a display digitale

Possono essere di tipo switching o lineari, sono usati nei laboratori di ricerca, di riparazione, nelle scuole e da hobbisti e radioamatori. La loro caratteristica è di poter fornire una tensione regolabile da zero a molte decine di Volt, tramite una manopola posta sul pannello. Alcuni modelli hanno una seconda manopola, la quale permette di regolare il valore limite della corrente da fornire, utile ad esempio per caricare una batteria con una corrente costante. I valori di tensione e corrente erogati sono visualizzati con voltmetri e amperometri analogici con scala graduata o digitali con display numerico.
Possono essere realizzati anche a più sezioni, ovvero più alimentatori galvanicamente isolati tra loro, racchiusi in un solo apparecchio: ciascuna sezione può fornire tensioni e correnti differenti dalle altre. Sono utili nei casi in cui si necessitino più tensioni di valore diverso tra loro. Ad un circuito composto sia da chip digitali che da chip analogici e da un relè, serviranno +5 volt per alimentare il circuito digitale, +15 V e -15 V per il circuito analogico e +12 V o +24 V per il relè. Un alimentatore di questo tipo agevola l'operatore e fa risparmiare spazio sul tavolo di lavoro. I migliori modelli da laboratorio possono essere programmabili, cioè essere collegati in un sistema computerizzato tramite bus IEEE-488 e lavorare in modo automatico e in tutta sicurezza, anche a distanza.

## Alimentatori ridondanti
Gli alimentatori ridondanti si differenziano da quelli tradizionali fornendo in più una garanzia – più o meno elevata – di servizio, anche in presenza di un certo tipo di anomalie e/o guasti.
L'elettronica che fornisce il servizio di ridondanza generalmente si occupa solo di garantire il servizio di alimentazione per cui è impreciso se non scorretto parlarne in termini di affidabilità.
Al limite può essere considerata un'anomalia anche la mancanza totale o parziale di energia dalla rete. Ridondante rispetto alla mancanza di energia della rete è l'alimentatore che incorpora una batteria (classico quello dei sistemi di sicurezza antifurto) che viene caricata durante la presenza della rete; mentre fornisce energia sostitutiva quando la prima viene a mancare.
Classica la configurazione ridondante con due apparecchiature identiche che si controllano a vicenda e intervengono sostituendosi una all'altra in caso di guasto. Poco funzionale invece l'utilizzo di alimentatori tradizionali con delega del controllo e della commutazione da parte di centraline esterne che potrebbero a loro volta guastarsi.
Funzionale anche l'utilizzo di due alimentatori parallelabili purché entrambi in grado di sopportare in sicurezza l'intero carico; in questo caso normalmente si dividerebbero la potenza allungando la vita di entrambi, ma allo stesso tempo in caso di guasto di uno dei due, il servizio sarebbe ugualmente assicurato.
Se non ci sono limiti alla sicurezza, in applicazioni pratiche possiamo trovare anche alimentatori con apparecchiature multiple, classici i sistemi avionici che nel regime tecnico militare possono arrivare anche a cinque.
Come tutti i sistemi ridondanti questi alimentatori devono essere in grado di segnalare al personale competente ogni anomalia, segnalazione che non può essere solo luminosa ma a seconda della sofisticazione si può trattare di un semplice contatto a relè fino ad una trasmissione digitale su una linea RS-485/RS-422/RS-232 o Ethernet.

## Alimentatori parallelabili
Gli alimentatori parallelabili, si differenziano da quelli tradizionali per la loro elevata immunità ai ritorni di potenza, in sostanza, entro certi limiti non si danneggiano se vengono messi in parallelo.
Attualmente non esiste una normativa e nemmeno una convenzione su questa materia specifica, quindi affidandoci ai cataloghi del commercio ne rileviamo di tre tipologie:
- alimentatori semplicemente parallelabili;
- alimentatori parallelabili con controllo passivo della corrente;
- alimentatori parallelabili con controllo attivo della corrente.

Se lo scopo del parallelo è la ridondanza, l'impiego "brutale" di due alimentatori semplicemente parallelabili potrebbe essere una soluzione sufficiente, in questo caso entrambi gli alimentatori devono essere in grado di sopportare in sicurezza l'intero carico; se invece lo scopo del parallelo è suddividere il carico su più alimentatori, sarà necessario utilizzare strategie per equilibrare la corrente erogata, è questo il "plus" che possono fornire gli alimentatori parallelabili.

### Semplici
Fornire questo tipo di caratteristica in un alimentatore è molto semplice: è sufficiente applicare all'uscita un diodo, direzionato in modo coerente e con caratteristiche di corrente e tensione adeguate; e compensare la relativa caduta di tensione.
Per il funzionamento si dovrà regolare la tensione di uscita di uno dei due, "più in basso" rispetto all'altro, in questo modo funzionerà quello a tensione più elevata perché sarà il suo diodo a condurre fino all'eventuale guasto, quando la sua tensione cadrà e sarà il diodo dell'altro alimentatore a condurre, se in quel momento sarà ancora funzionante.

### Con controllo passivo della corrente
In questo tipo di alimentatori i circuiti di controllo sono progettati in modo che la tensione di uscita si riduca leggermente con l'aumentare della corrente fornita per esempio secondo la formula {\displaystyle Vu=Vi-\left({\frac {I}{Imax}}\right)} dove (Vu) è la tensione in uscita dell'alimentatore, (Vi) è la tensione di ingresso del circuito di controllo (I) è la corrente istantanea fornita e (Imax) la corrente massima fornibile poco prima del clipping. Si avrà come risultato una curva morbida della tensione di uscita che naturalmente diventa invece molto pendente quando la corrente supera la soglia massima. Il {\displaystyle \Delta V} nell'esempio {\displaystyle \left({\frac {I}{Imax}}\right)} è tipicamente il 5% della tensione nominale ma generalmente non supera 1V.
Il funzionamento è semplice, mettendo in parallelo due o più di questi alimentatori, anche se le dovute tarature non fossero precisissime, a causa della curva in leggera tendenza le correnti di tutti gli alimentatori si equilibreranno da sole. Più precise saranno le tarature, ovvero più piccole saranno le differenze tra gli alimentatori, più saranno simili le correnti erogate da ciascun apparato, tuttavia a ogni cambiamento del carico e quindi della corrente erogata ci potranno essere piccoli sbilanciamenti di corrente durante i transitori a causa del tempo di risposta del circuito di controllo.
Questo tipo di regolazione è accettabile per moltissime applicazioni.

### Con controllo attivo della corrente
In questo tipo di alimentatori i circuiti di controllo sono progettati in modo da assicurare che ogni alimentatore fornisca la stessa corrente in ogni condizione. Questa funzione si ottiene incrociando i dati di tensione e corrente di ogni alimentatore. Il risultato sarà un'erogazione di corrente e tensione costante e precisa, immune alle eventuali differenze di taratura degli alimentatori.
Il funzionamento può essere complesso e persino governato da microprocessori, inoltre questo tipo di regolazione è più costosa in termini sia di progetto sia di installazione.